# Jesús María Semprún (khu tự quản)
Jesús María Semprún là một khu tự quản thuộc bang Zulia, Venezuela. Thủ phủ của khu tự quản Jesús María Semprún đóng tại Casigua El Cubo. Khự tự quản Jesús María Semprún có diện tích 6003 km2, dân số theo điều tra dân số ngày 21 tháng 10 năm 2001 là 23972 người.